# Pete Verhoeven
Peter Gerard Verhoeven, detto Pete (Hanford, 15 febbraio 1959), è un ex cestista statunitense, professionista nella NBA e in Spagna.

## Carriera
Venne selezionato dai Portland Trail Blazers al quarto giro del Draft NBA 1981 (85ª scelta assoluta).